# Esperance (Austrália Ocidental)
Esperance é uma cidade localizada na região de Goldfields-Esperance, pertencente ao estado da Austrália Ocidental, Austrália. Está situada na costa do Oceano Antártico distante aproximadamente 720 km a leste-sudeste da capital do estado, Perth. Esperance possui 9.919 habitantes (censo de 2011).

## Ligações externas

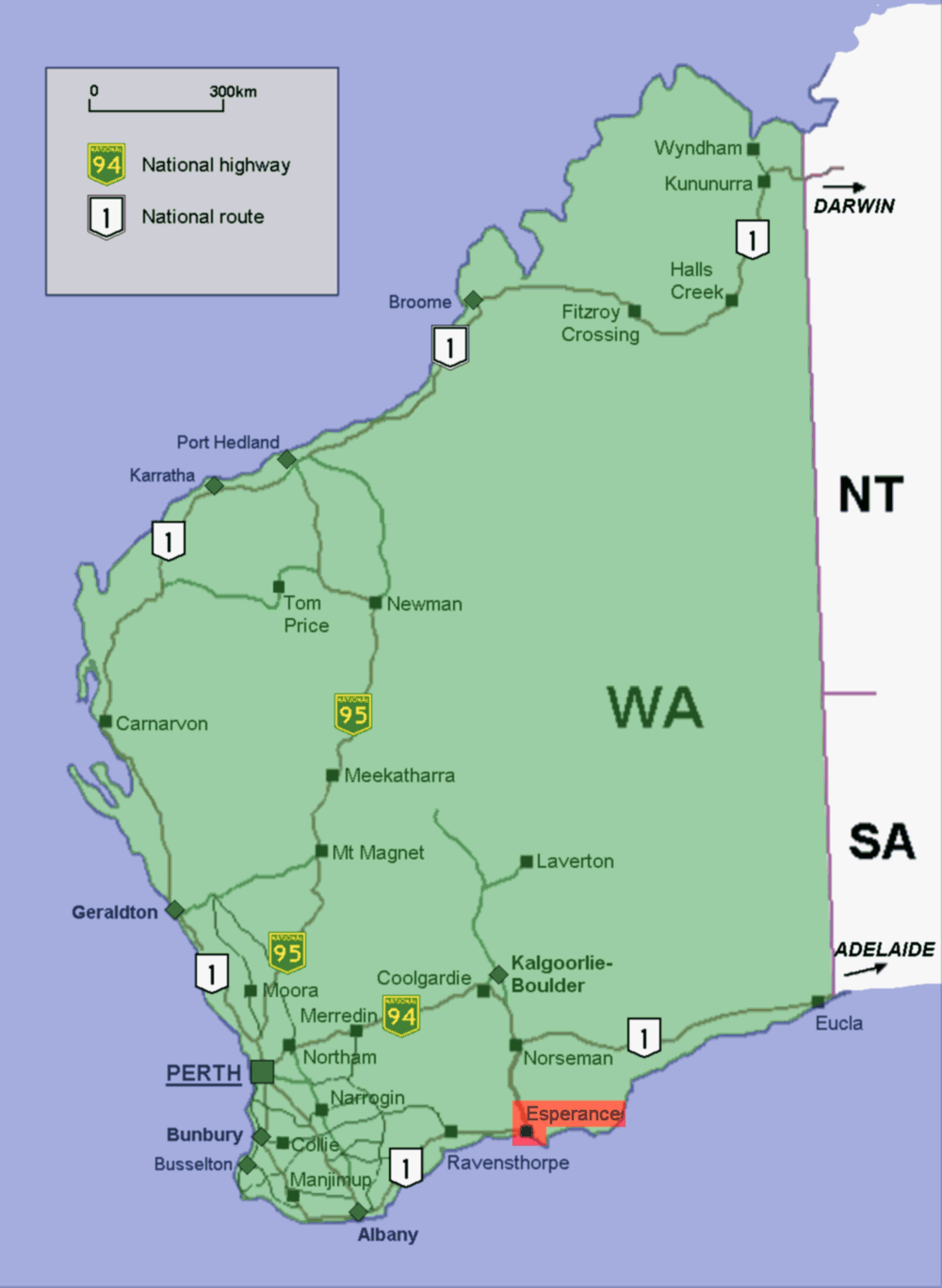
Localização de Esperance, Austrália Ocidental